# Culometrie
Termenul de culometrie face referire la un grup de tehnici electroanalitice care presupune determinarea cantității de materie transformată în timpului unei reacții de electroliză măsurând cantitatea de electricitate consumată sau produsă (în coulombi). Tehnica a primit această denumire după numele lui Charles-Augustin de Coulomb.
Există două categorii de bază de tehnici culometrice. Culometria potențiostatică implică menținerea unui potențial electric constant în timpul reacției, ceea ce se poate realiza cu un potențiostat. Cealaltă tehnică, titrarea culometrică sau culometria amperostatică implică menținerea unui curent electric constant (măsurat în amperi), ceea ce se poate realiza cu un amperostat.